# Rzsanovo
Rzsanovo (macedónul: Ржаново) település Észak-Macedóniában, a Délnyugati körzetben, Sztruga községben.

## Népesség
| Lakosok száma | 296  | 314  | 128  |      |
|               | 1948 | 1953 | 1961 | 2002 |

2002-ben lakatlan település.